# Кукольный человек (фильм)
Кукольный человек — американский фильм в жанрах научной фантастики и боевика, снятый в 1991 году. Его режиссёром был Альберт Пьюн, а в главной роли снялся Тим Томерсон. Он сыграл роль космического полицейского Брика Бардо, также известного как «Кукольный человек» за свой рост, который составлял только 13 дюймов (33 см). Бардо вооружён «бластером Крюгера», самым мощным ручным пистолетом в мире. Джеки Эрл Хейли сыграл роль антагониста Бардо Брасктона Рэда. Имя «Брик Бардо» использовалось Альбертом Пьюном, начиная со второго фильма Радиоактивные грёзы.
Продюсером фильма стала компания Full Moon Features, которая также продюцировала серию Trancers, где тоже снимался Томерсон. Впоследствии к фильму был выпущен сиквел под названием Кукольный человек против демонических игрушек (1993), продолживший фильмы Демонические игрушки (1992) и На опасной волне (1992).
По фильму также выпущена серия комиксов, опубликованная издательством Eternity Comics, которое выпускало комиксы и по иным фильмам компании Full Moon Features.

## Сюжет
На планете Артурос преступник захватывает заложников в прачечной. К его изумлению полицейский Брик Бардо входит туда, чтобы отдать бельё в стирку. Заложники падают в обморок и прижимают преступника после того, как Бардо начинает угрожать пристрелить их для того, чтобы добраться до преступника. Хотя Бардо удаётся спасти заложников, его отчитывает майор полиции, напоминая ему, что он уже получал выговор за свои жестокие методы. В новостях выходят репортажи с обвинениями Бардо в убийствах заложников.
Бардо попадает в засаду, и его похищают. Проснувшись в пустыне, он видит своего давнего врага, Спрага. Спраг говорит, что хочет убить Бардо его же бластером, с помощью которого Бардо когда-то оставил от Спрага только плавающую в воздухе голову. С помощью магнита Бардо возвращает себе оружие и убивает приспешников Спрага. Самому Спрагу удаётся сбежать на космическом корабле, но Бардо следует за ним. Оба проходят через силовое поле, которое сжимает их и отправляет на Землю.
В Нью-Йорке, в Бронксе, Брэкстон Рэд и его сообщники заправляют преступными делами, отражая нападения бандитов из других районов. Деби, молодая мать-одиночка родом из Испании, очень недовольна бездействием полиции. Однажды по дороге домой на неё нападают бандиты Гектор, Вик и Джексон. Зная о её недовольстве бездействием полиции, они похищают её и угрожают убить. Однако ей на помощь приходит Бардо, ранит Гектора и убивает Вика. Гектор убегает вместе с Джексоном, а Деби решает, что у неё галлюцинации. Когда она уносит Бардо и его космический корабль, Брэкстон Рэд и его помощник замечают Спрага. Спраг предлагает им мощную бомбу в обмен на помощь в починке своего корабля.
Деби знакомит Бардо со своим сыном Кевином. В это же время в приступе ярости Брэкстон убивает Гектора, когда Джексон рассказывает, что предложил убить Деби. Брэкстон не верит, что человек ростом с куклу мог убить кого-либо, но отправляется вместе с Джексоном и ещё несколькими бандитами на поиски Кукольного человека. Бардо убивает всех бандитов, кроме Брэкстона, а самого Брэкстона серьёзно ранит. Узнав об этом от Брэкстона, Спраг понимает, что это сделал Бардо. Спраг предлагает Брэкстону помощь, и после того, как бандит соглашается на его условия, частично исцеляет его. Однако, когда Спраг настаивает на том, что будет сам управлять бандой, Брэкстон раздавливает его и решает убить Бардо.
Бардо слышит шум свалки, когда Деби возвращается домой. Когда Брэкстон с помощником похищают Деби, Бардо выпрыгивает из окна и хватается за их тронувшийся автомобиль. Ему удаётся проследовать за бандитами до места приземления космических кораблей, где он попадает в засаду. С помощью подземного прохода Бардо неожиданно появляется и спасает Деби. В перестрелке Бардо убивает большинство бандитов, взрывая их транспортные средства. Деби убегает, и Брэкстон пускается в погоню. Брэкстон готовится пристрелить её, когда Бардо отстреливает ему руку. Деби не позвлояет Бардо добить Брэкстона. Брэкстон использует бомбу Спрага, чтобы убить их вместе с собой, но Деби и Бардо спасаются. Увидев, что Бардо в безопасности, Деби улыбается, и Бардо спрашивает её, имеет ли размер значение.

## В ролях
- Тим Томерсон в роли Брика Бардо
- Джеки Эрл Хейли в роли Бракстона Рэда
- Камала Лопез в роли Деби Александро
- Умберто Ортиз в роли Кевина Александро
- Николас Гест в роли Скайреша
- Майкл Хелси в роли Салли
- Юджин Глэйсер в роли капитана Шулера

## Сиквел
Впоследствии Кукольный человек появился в качестве камео в сцене после титров в фильме На опасной волне, в котором он ищет девушку Банни, уменьшившуюся примерно до его роста. В следующем фильме Кукольный человек против демонических игрушек имя девушки изменено на Джинджер. В этом сиквеле-кроссовере раскрывается предыстория многих персонажей. Помимо этого, в нём Бардо сражается с четырьмя демоническими игрушками, пытающимися воскресить своего повелителя. Также Бардо начинает встречаться с Джинджер, и они помогают полицейскому обычного роста Юдит Грэй снова расправиться с игрушками, с которыми она сталкивалась ранее в фильме Демонические игрушки.

## Выпуск фильма
Впервые «Кукольный человек» был выпущен на DVD в 2005 году. Тогда его выпускали в одном наборе с «Демоническими игрушками» под названием «The Dollman/Demonic Toys Box Set». Также он попал в специальный выпуск «Full Moon Features: The Archive Collection», в котором в честь двадцатилетия студии Full Moon были собраны 18 популярнейших фильмов этой студии.
9 ноября 2010 года компания Echo Bridge Home Entertainment выпустила набор из трёх фильмов «Кукольный человек», «Демонические игрушки» и «Кукольный человек против демонических игрушек».
17 декабря 2013 года фильм был выпущен на Blu-Ray.

## Критика
В журнале Entertainment Weekly Стив Симелс дал фильму оценку C+: «Хотя в фильме достаточно много перестрелок, чтобы впечатлить фанатов кино такого жанра, связанные с миниатюризацией эффекты вызывают только смех». Журнал TV Guide оценил фильм в 3 звезды из 5.